# One Big Happy
One Big Happy é um sitcom produzido por Ellen DeGeneres, e estrelado por Elisha Cuthbert, Nick Zano e Kelly Brook. A história é sobre uma mulher lésbica, Lizzy (Elisha Cuthbert), que está grávida de seu melhor amigo, Luke (Nick Zano), enquanto ele está apaixonado por outra mulher, Prudence (Kelly Brook). A série foi criada por Liz Feldman, e estreou em 17 de março de 2015. Seis episódios foram encomendados pela NBC. A série foi cancelada após a primeira temporada.

## Sinopse
Lizzy (Elisha Cuthbert) e Luke (Nick Zano) são dois melhores amigos. Ela é lésbica e ele, heterossexual. Quando crianças, os pais de ambos estavam se divorciando, e Lizzy e Luke se tornaram amigos e têm se apoiado desde então. Agora, crescidos e ainda solteiros, eles decidiram começar uma família, mas não da maneira tradicional: através da intervenção de um médico. Após mais uma tentativa falha, eles vão a um bar, e é onde Luke conhece Prudence (Kelly Brook), e os dois logo se dão bem, e passam todo o tempo juntos. Quando Lizzy descobre que conseguiu engravidar, Luke dá a notícia de que ele e Prudence se casaram. É aí que uma família bem diferente nasce.

## Elenco/personagens
- Elisha Cuthbert como Lizzy[4]
- Nick Zano como Luke[4]
- Kelly Brook como Prudence[4]
- Rebecca Corry como Leisha[4]
- Chris Williams como Roy[4]
- Brandon Mychal Smith como Marcus[4]

## Recepção
One Big Happy recebeu críticas mistas dos críticos. No Metacritic a série recebeu uma pontuação média ponderada de 37/100 a partir de 21 comentários. No IMDB alcançou uma nota de 5.7, no TV.com alcançou 7.5.